# نايجل كروس
نايجل كروس (بالإنجليزية: Nigel Cross)‏ هو مصمم بريطاني، ولد في 1942.